# Cody Caldwell
Cody Caldwell (* 28. März 1993 in Newport Beach, Kalifornien) ist ein US-amerikanischer Beachvolleyball- und ehemaliger Volleyballspieler.

## Karriere Halle
Mit seiner High School gewann Caldwell als Schüler einige Wettbewerbe. 2011 wurde er mit der US-amerikanischen U19 Elfter bei den Weltmeisterschaften. Ein Jahr später war der gebürtige Kalifornier schon als Freshman eine Verstärkung für das Volleyballteam der Loyola University Chicago. Im März 2012 steuerte er als zweitbester Angreifer fünfzehn Punkte zur knappen Fünf-Satz-Niederlage seiner Mannschaft gegen Baptiste California bei. Zwei Spielzeiten später erreichten die Ramblers, wie die Sportteams der Hochschule genannt wurden, den größten Erfolg in ihrer Geschichte bis zu diesem Zeitpunkt. Im Endspiel der NCAA-Meisterschaft gelang gegen Stanford, den zweimaligen nationalen Titelträger, ein 25-17, 19-25, 25-19, 25-15 Sieg. Most Outstanding Player war ein Junior. Caldwell war der entscheidende Faktor im Finale mit den Bestwerten von fünfundzwanzig erfolgreichen Angriffsschlägen und zehn gelungenen Abwehraktionen. Diese und weitere hervorragende Leistungen während der Saison, die Loyola mit einem 29-1 Schulrekord und 27 gewonnenen Spielen in Folge zum Abschluss beendete, brachten ihm die Wahl ins All-America-Team ein. Als Senior bekam er diese Auszeichnung ein zweites Mal. Die Universität hatte 2015 zum dritten Mal in Folge den MIVA (Midwestern Intercollegiate Volleyball Association) Titel gewonnen und so auch zum dritten Mal nacheinander die Vorschlussrunde der NCAA erreicht. Nach dem Sieg gegen Lewis im Finale waren die Ramblers das erste Team östlich des Mississippis, das zwei aufeinanderfolgende NCAA Meisterschaften gewinnen konnten und das vierte Universitätsteam im Volleyball überhaupt, dem dieses Kunststück gelang. Im gleichen Jahr stand Caldwell im Kader der A-Nationalmannschaft, die bei den Panamerikanischen Spielen den sechsten Platz belegte.
Nach seiner Ausbildung blieb der Außenangreifer weiter im Hallenvolleyball aktiv. Zunächst in Griechenland, wo er mit A.O. Foinikas Sýros 2016 Vizemeister wurde. Anschließend ging es weiter nach Frankreich, wo er mit Nantes Rezé Métropole Volley ein Jahr später im Pokalfinale stand. Nach einem Zwischenstopp in der Stadt seiner Studentenzeit und einer mehrjährigen Pause vom Sport in der Halle danach verbrachte er zwei Spielzeiten in Indien. Mit den Kolkata Thunderbolts war das Ergebnis ein dritter Rang 2023 in der Prime Volleyball League. In der gleichen Saison stand die Vizemeisterschaft der National Volleyball Association mit den Orange County Stunners zu Buche.

## Karriere Beach
2019 erkämpfte Caldwell gemeinsam mit David Vander Meer in drei Qualifikationsrunden zum ersten Mal einen Platz im Hauptfeld eines AVP Events. Die beiden belegten in Chicago den geteilten siebzehnten Platz. Mark Burik und der im Orange County aufgewachsene Sportler wurden zwei Jahre später nach einem Sieg und anschließenden zwei Niederlagen in Manhattan Beach Fünfzehnte. 2022 gelangen mit Billy Kolinske und Adam Roberts drei Top-Ten-Platzierungen in der amerikanischen Serie. Mit Letzterem startete Cody auch zum ersten Mal bei der World Tour. Das beste Resultat war die Viertelfinalteilnahme beim Futures in Balikesir. Höhepunkt der Saison war jedoch der Sieg beim AVP-Open in Atlantic City mit David Lee.
Noch besser lief es für Cody Caldwell 2023 bei den Turnieren der Association of Volleyball Professionals. Mit Chase Frishman erreichte er Bronzemedaillen in Miami und New Orleans. Mit dem Schotten Seain Cook, mit dem er seit Juli 2023 in den Vereinigten Staaten unterwegs ist, wurde er ebenfalls Dritter in Manhattan Beach. In Waupaca und Laguna Beach standen die beiden auf der obersten Stufe des Podests. 2024 kamen Finalteilnahmen in Huntington Beach sowie Virginia Beach hinzu. Ein weiterer Bronzerang in Wisconsin sowie ein fünfter und zwei geteilte neunte Plätze bei insgesamt sechs Teilnahmen an AVP Veranstaltungen vervollständigten die gute Bilanz der britisch / US-amerikanischen Kombination. Highlight der Saison war jedoch der erste Sieg von Cody Caldwell bei einem Challenge der World Tour. Mit Evan Cory, mit dem er seit Oktober des Vorjahres ein Duo bei FIVB Veranstaltungen bildet, gewann er in Haikou die Goldmedaille. Anschließend wurden die beiden Siebte bei der gleichwertigen Veranstaltung in Chennai.

## Auszeichnungen
- 2014: Auszeichnung mit dem All-America-Award
- 2015: Auszeichnung mit dem All-America-Award[6]
- 2023: AVP VolleyballMag.com Most Improved Player

## Persönliches
Sowohl der Großvater des Athleten als auch die Mutter und der ältere Bruder von Cody Caldwell waren als Volleyballer aktiv.